# Peder Villadsen (borgmester)
 For alternative betydninger, se Peder Villadsen. (Se også artikler, som begynder med Peder Villadsen)
Peder Villadsen (død 1539) var dansk kongelig sekretær og borgmester i København.
Villadsen var født i Svendborg og blev i 1514 immatrikuleret ved Universitetet i Rostock. Siden blev han slotsskriver i København og vandt derved Christian 2.’s tillid, idet han blev udnævnt til kongelig sekretær, fik tildelt St. Nicolai Kirke i Svendborg og fik betroede statslige opgaver, bl.a. ved indkrævelse af den store skat, der 1522 blev afkrævet af gejstligheden i Århus Stift.
Da han ledsagede kongen på hans flugt (1523), blev kirken i Svendborg givet til en anden; men han fik den tilbage, da han efter Københavns overgivelse til Frederik 1. vendte hjem og forsonede sig med de nye magthavere. I 1524 blev han på ny slotsskriver i København, blev tildelt forskellige grunde og ejendomme på Amager og har måske drevet handel fra Dragør, selvom han stadig i 1531 betegnes som borger i København. I 1526 afstod han (vistnok mod erstatning) kirken i Svendborg, i 1528 kirken i Malmø, som han altså også havde haft, og i 1537 kirken i Tårnby på Amager. Da han ikke var præsteordineret, må han have holdt kapellaner til disse embeder.
Under grevens fejde opholdt han sig i København og var med at underskrive aftalen om byens overgivelse 28. juli 1536. Samme år omtales han som rådmand og ikke længe efter som borgmester i København. Af Christian 3. fik han i december 1536 tildelt det gods, der hidtil havde ligget til degnedømmet eller dekanatet i Københavns Kapitel, og han fæstede Emdrupgaard, der hørte til de godser under Roskilde Bispestol, der var inddraget af kronen. Villadsen anses derfor for at have været vellidt blandt de skiftende magthavere, hvilket kan være et vidnesbyrd om hans fremragende forretningssans.